# Lake Village (Indiana)
Lake Village – jednostka osadnicza w Stanach Zjednoczonych, w stanie Indiana, w hrabstwie Newton.